# 建章路街道
建章路街道，是中华人民共和国陕西省西安市未央區下辖的一个街道办事处。
2013年8月12日，西安市人民政府批复同意设立建章路街道办事处。

## 行政区划
建章路街道下辖以下地区：
六村堡社区、南皂河村、北皂河村、八兴滩村、泥河村、二府营村、新民村、杜家村、沙河滩村、师家营村、郑家村、西贺村、东贺村、西柏梁村、东柏梁村、孟家村、八家滩村和焦家村。